# 川野翔
川野 翔（かわの しょう、1983年6月3日 - ）は、中華人民共和国出身の俳優である。劇団四季所属。中国と日本のハーフ。中国名は、張野（ヂャン・イェー）。劇団四季の過去のパンフレットによる。

## 劇団四季での略歴
大学卒業後2005年3月劇団四季オーディション合格。
『李香蘭』で劇団四季の初舞台を踏む。
『キャッツ』ではタンブルブルータスを演じている。横浜公演ではマキャヴィティにも挑戦。
2007年8月に芸名を張野から川野 翔と改名。
2009年『夢から醒めた夢』にアンサンブルとして出演。
2010年6月10日、『ハムレット』アンサンブルとして出演。

## 出演作品
- CATS - タンブルブルータス役、マキャヴィティ役
- 李香蘭
- 夢から醒めた夢
- ハムレット　-　アンサンブル
- ライオンキング - エド
- ウエストサイド物語 - ペペ
- アナと雪の女王- スヴェン
- ガンバの大冒険 - アンサンブル